# SunPy
SunPy是以Python程式語言為基礎的程序包，其目的是方便太阳物理学研究工作者分析和可视化科学数据。SunPy目前由项目社区维护，其目标是实现类似IDL语言的程序包Solarsoft的功能
。
SunPy是基于 Python 的科学库 NumPy、 SciPy、 Matplotlib、 Pandas 等开发的。由于 SunPy 主要是用来处理天体物理的数据，其开发内容与天文 Python 库 Astropy 紧密相关。SunPy 可以实现通用太阳坐标转换、单位转换和时间解析。SunPy 允许用户自定义本地的分析环境。SunPy具有优秀的项目文档，提供关于项目信息、安装指南、社区和开发指导和使用手册等。
SunPy  最初由 NASA 戈达德太空飞行中心 的一小群科学家和开发人员在2011年3月28日创建，目前SunPy已经是一个大型项目社区支持的 Python 程序库。SunPy 项目的目的是支持其他太阳物理 Python 程序包没有实现的功能，并让任何人都可以分析日益增长的太阳观测数据。SunPy 目前的资助者是 NUMFocus，同时也得到了 欧空局、Python 软件基金会 和 Google 的支持。